# Джексон, Харви
Ральф Харви Джексон (англ. Ralph Harvey Jackson; 17 января 1911, Торонто — 25 июня 1966, Торонто) — канадский хоккеист, обладатель Кубка Стэнли 1932 года в составе «Торонто Мейпл Лифс».

## Биография

### Игровая карьера
На молодёжном уровне в течение двух сезонов играл за команду «Торонто Мальборос», где по итогам сезона 1928/29 заработал 25 очков и стал одним из ключевых игроков команды в атакующих действиях.
По окончании сезона 1928/29 присоединился к клубу НХЛ «Торонто Мейпл Лифс», став в возрасте 18 лет самым молодым среди игроков НХЛ. По итогам дебютного сезона Джексон заработал 18 очков и его игровые навыки были высоко оценены тренерами. При этом была составлена знаменитая атакующая тройка вместе с Джо Примо и Чарли Конахером, которая получила прозвище «Детская линия».
По итогам сезона 1931/32 Джексон заработал 53 очка, став лучшим бомбардиром НХЛ по итогам сезона возрасте 21 года и 3 месяцев, что стало рекордом; этот рекорд держался около 60 лет, пока в 1981 году его не превзошёл Уэйн Гретцки. По итогам сезона Джексон вошёл в Первую команду звёзд НХЛ, а также стал одним из творцов успеха «Мейпл Лифс» в Кубке Стэнли, который был выигран в конце сезона. В следующем сезоне Джексон заработал 44 очка, став второй раз подряд лучшим бомбардиром своей команды, но вторым после лидера «Нью-Йорк Рейнджерс» Билла Кука.
20 ноября 1934 года в матче с «Сент-Луис Иглз» Джексон стал первым игроком в истории НХЛ, который забросил 4 шайбы за одни период, а матч закончился победой «Мейпл Лифс» со счётом 5:2. В последующие годы Джексон и его партнёры по тройке были регулярно лучшими бомбардирами «Мейпл Лифс», пока в 1936 году Примо не завершил игровую карьеру. По итогам сезона 1936/37 Джексон заработал 40 очков, став вторым бомбардиром «Мейпл Лифс» после Сила Эппса и войдя в пятёрку лучших бомбардиров лиги по итогам сезона.
Отыграв следующие два сезона за «Мейпл Лифс» в мае 1939 года он был обменян в «Нью-Йорк Американс», за который отыграл два сезона, но не смог договориться с клубом о новом контракте.
В январе 1942 года права на него выкупил «Бостон Брюинз», где его переставили в защиту из-за недостатка игроков. В составе «Брюинз» он дошёл до Финала Кубка Стэнли в 1943 году, где «Брюинз» проиграли «Детройт Ред Уингз» в серии со счётом 4-0. Завершил игровую карьеру по окончании сезона 1943/44 в возрасте 33 лет.

### Смерть и признание
Последние годы жизни имел проблемы со здоровьем из-за употребления алкоголя; скончался 25 июня 1966 года на 56-м году жизни в Торонто.
Через 5 лет после смерти, в 1971 году был принят в Зал хоккейной славы посмертно. Помимо этого был включён в Зал спортивной славы Канады, а также в 100 лучших игроков НХЛ по версии журнала The Hockey News, заняв итоговое 55-е место.